# Cesarz (książka)
Cesarz – książka Ryszarda Kapuścińskiego, wydana po raz pierwszy w 1978 roku nakładem Spółdzielni Wydawniczej „Czytelnik”. Jej tematem jest dwór cesarski monarchy etiopskiego Hajle Syllasje I za czasów monarchii konstytucyjnej oraz po jej obaleniu. Przemysław Czapliński, a za nim Magdalena Horodecka, kwalifikowali utwór Kapuścińskiego jako „reportaż beletryzowany”.
Kapuściński przedstawia relacje byłych członków dworskiej kamaryli, należących do cesarskiej świty. Pisarz rekonstruuje obraz systemu przedstawiany przez ludzi pałacu, stanowiących podmiot zbiorowy; w ich relacje okazjonalnie wkrada się coraz bardziej emocjonalny i apodyktyczny głos reportera, który przedstawia reżim Hajle Syllasje I jako demiurgiczny oraz nacechowany atmosferą wzajemnej nieufności; nadchodząca rewolucja z wolna zamienia cesarza w zwykłego śmiertelnika.
Kapuściński pisał swój „beletryzowany reportaż” z perspektywy bloku wschodniego. Wizytę reportażysty w Etiopii poprzedzał bowiem zamach stanu z 1974 roku, kończący się obaleniem Hajle Syllasje I i zaprowadzeniem komunistycznej dyktatury pod wodzą Mengistu Hajle Marjama, co miało wpływ na sposób przedstawienia rządów cesarza. Cesarz początkowo spotkał się z entuzjastycznymi recenzjami, w których akcentowano „literacki kunszt, stylistyczną maestrię, urzekającą metaforykę i przenikliwość obserwacji autora na temat natury autorytarnego systemu władzy”. Ponieważ Kapuściński posługiwał się mową ezopową, w powszechnej opinii Polacy odczytywali utwór reportażysty jako alegorię rządów Edwarda Gierka; interpretację tę Kapuściński niekiedy potwierdzał, niekiedy zaś jej zaprzeczał. 
Pojawiały się również recenzje krytyczne, choć w Polsce zostały przedrukowane z opóźnieniem. Etiopista Harold G. Marcus stwierdził, że autor książki wykazał się „oczerniającą Etiopczyków rasistowską ignorancją”. Antropolog John Ryle zarzucał Kapuścińskiemu instrumentalne pomijanie niepasujących do tonu powieściowego informacji (przykładowo, cesarz przedstawiany jest jako analfabeta, choć w istocie był erudytą) oraz wykorzystanie wiedzy na temat jednego afrykańskiego kraju do szermowania wnioskami dotyczącymi Afryki jako całości. Marta Okuniewska odczytywała Cesarza jako „uniwersalną opowieść o władzy i sposobach jej działania, od narodzin aż do upadku”, zwracając jednak uwagę, iż sposób prezentacji Etiopii przez Kapuścińskiego mógł być interpretowany jako „orientalizacja Innego”. Książę Ermias Sahle Syllasje, wnuk cesarza, z rozgoryczeniem twierdził: „Książka ta nie tylko zniszczyła reputację cesarza i naszej rodziny, ale zatruła także współczesną historię Etiopii dla kilku przyszłych pokoleń”. Bartosz Marzec wyrażał wątpliwości, czy książki Kapuścińskiego lepiej nie nazwać powieścią dokumentalną zamiast dziełem literatury faktu.